# 村上輝夫 (卓球選手)
村上 輝夫（むらかみ てるお、1937年? - 2013年12月17日）は、日本の元卓球選手。現役時代は日本代表として世界卓球選手権で金メダル2個を含む計4個のメダルを獲得し、日本卓球界の黄金期を代表する選手として活躍した。国際卓球連盟世界ランキング最高位は4位。段級位は9段。

## 経歴
1955年度、国民体育大会卓球競技高校の部で青森県代表として渋谷五郎らと優勝。
明治大学在学時の1957年度、全日本学生卓球選手権大会で渋谷と出場した男子ダブルスで優勝。全日本卓球選手権大会では渋谷と出場した男子ダブルスで佐原睦男 / 坂井昭一組に0-2で敗れ準優勝。
1958年度、国体一般の部で青森代表として渋谷らと優勝。
1959年度、ドルトムント (西ドイツ) で行われた世界選手権ではシングルス16強。荻村伊智朗と出場した男子ダブルス準決勝でゾルターン・ベルシック / ラズロ・フォルディ組 (ハンガリー) を3-1で下す。決勝はラディスラフ・シュティペク/ ルディック・フィナンスキー組 (チェコスロバキア) に3-2で勝利し金メダル。松崎キミ代と出場した混合ダブルス準決勝でベルシック / ギゼラ・ファルカス組 (ハンガリー) に3-0で勝利。決勝では荻村 / 江口冨士枝組 (日本) に0-3で屈し銀メダル。団体で金メダル。世界ランキング4位。国体一般の部で青森代表として渋谷らと優勝。全日本選手権では渋谷と出場した男子ダブルス決勝で星野展弥 / 木村光男組を2-0で下し優勝。山泉和子と出場した混合ダブルス決勝で瀬川栄次 / 山中教子組を2-1で下し初優勝。
1960年度、ムンバイ (インド) で開催されたアジア卓球選手権で荻村と出場した男子ダブルスで金メダル、山泉と出場した混合ダブルスで銀メダル、団体で金メダル。全日本選手権で山泉と出場した混合ダブルス決勝で江頭新生 / 松崎組を2-0で下し2度目の優勝。
NHK所属時の1961年度、北京 (中国) で行われた世界選手権ではシングルス16強 。荻村と出場した男子ダブルスでは準々決勝敗退。山泉改め伊藤と出場した混合ダブルスで16強。団体で銀メダル。世界ランキング9位タイ。